# 田町 (東京都港區)
田町（日语：／ Tamachi）是日本東京都港區的廢止町名。1947年以降冠稱芝，有1-9丁目。現在是田町車站周邊地域的通稱名。

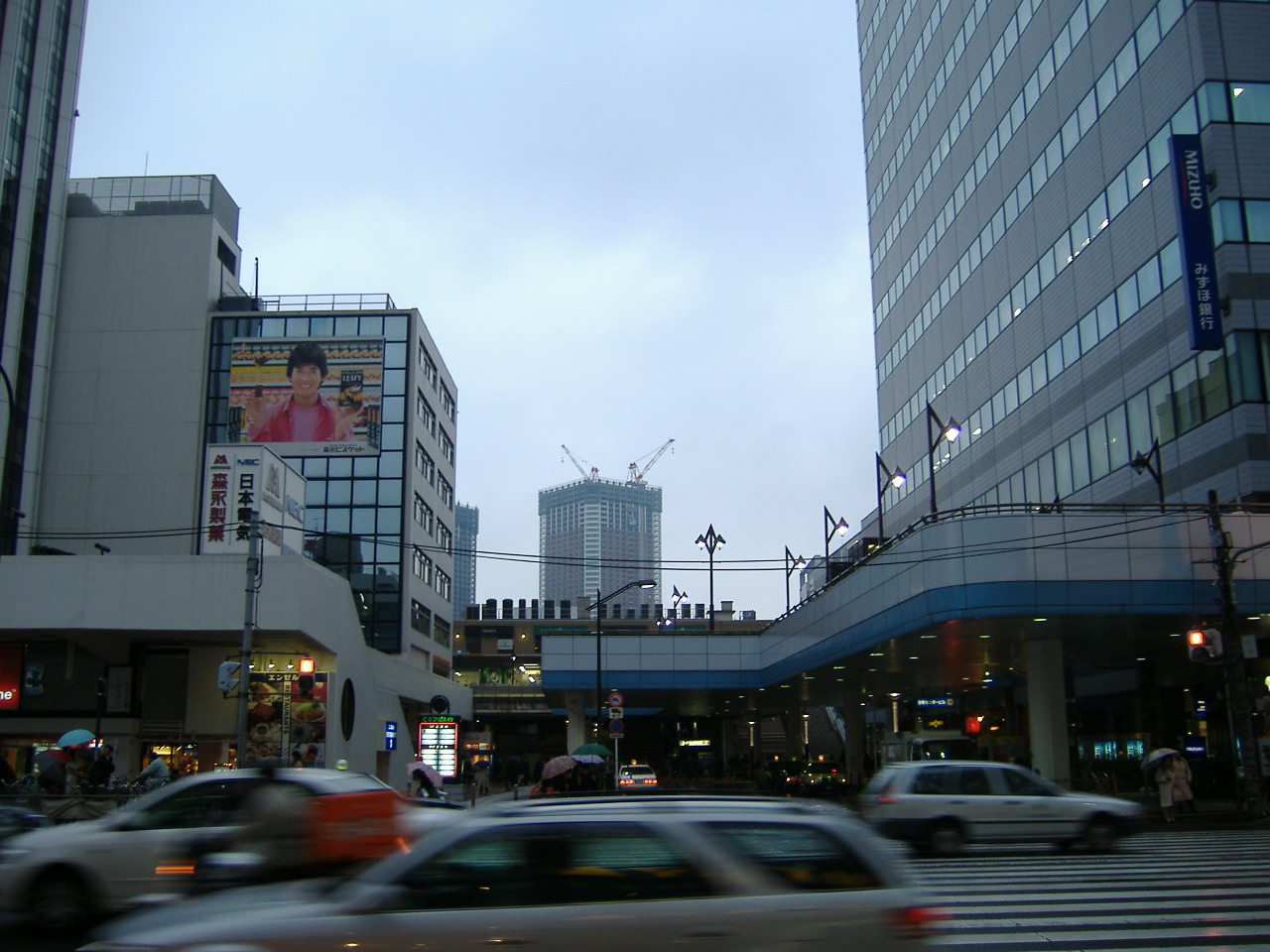
田町車站

## 地理
田町是東京都港區的廢止町名，相當於現在的芝5丁目、三田3丁目、芝浦3・4丁目。

## 歷史

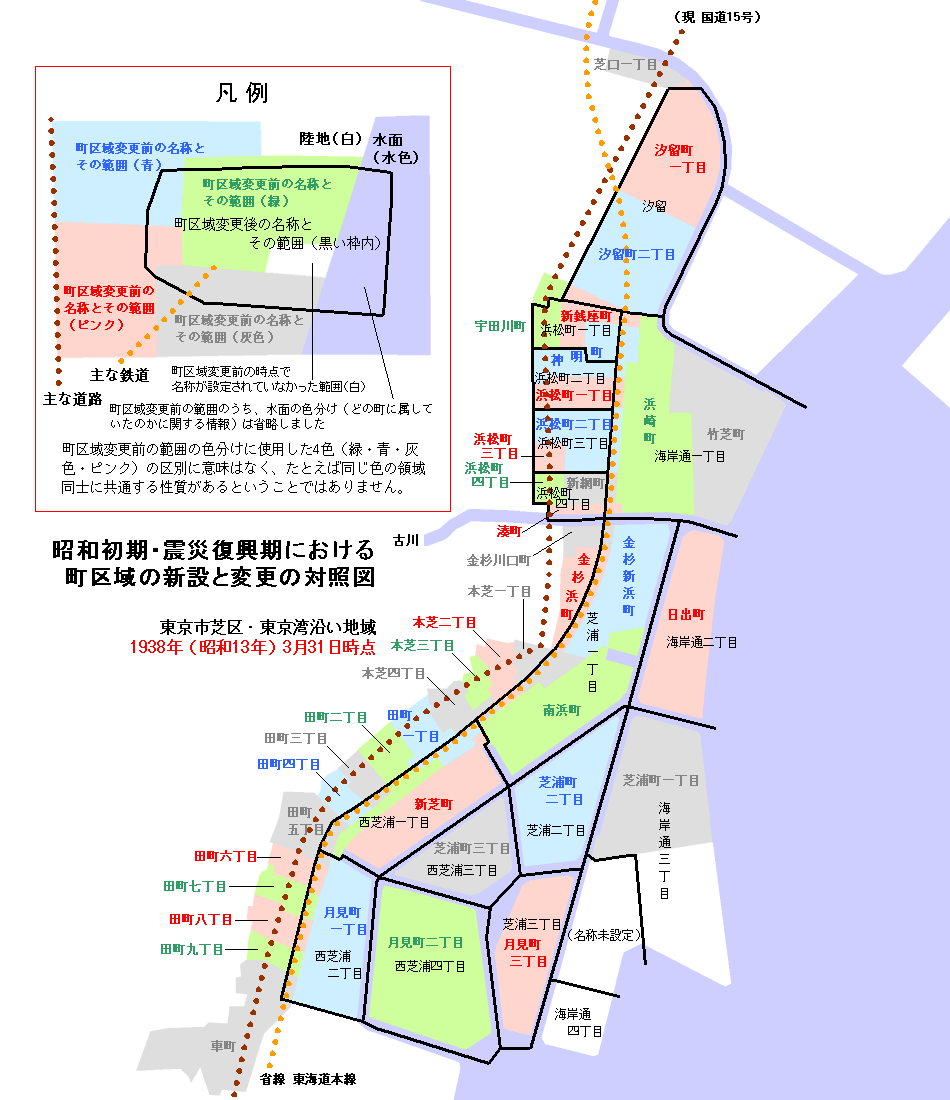
1938年的町域圖。西南・沿東海道的細長町域是田町。

原本是荏原郡上高輪村之內，沿東海道形成的細長之町，（寛文2年），由町奉行支配。江戶時代，作為旗本屋敷整備，有薩摩藩下屋敷等。1936年（昭和11年），一部町域成為西芝浦1-4丁目（現在的芝浦3・4丁目之一部）。1964年（昭和39年），一部町域成為現行的芝5丁目，1967年（昭和42年），殘部成為三田3丁目，作為町名的田町被廢止。

### 地名由來
在田畑之地成立的町是地名的由來。現在是教育機關、文教設施多的地域。

## 設施

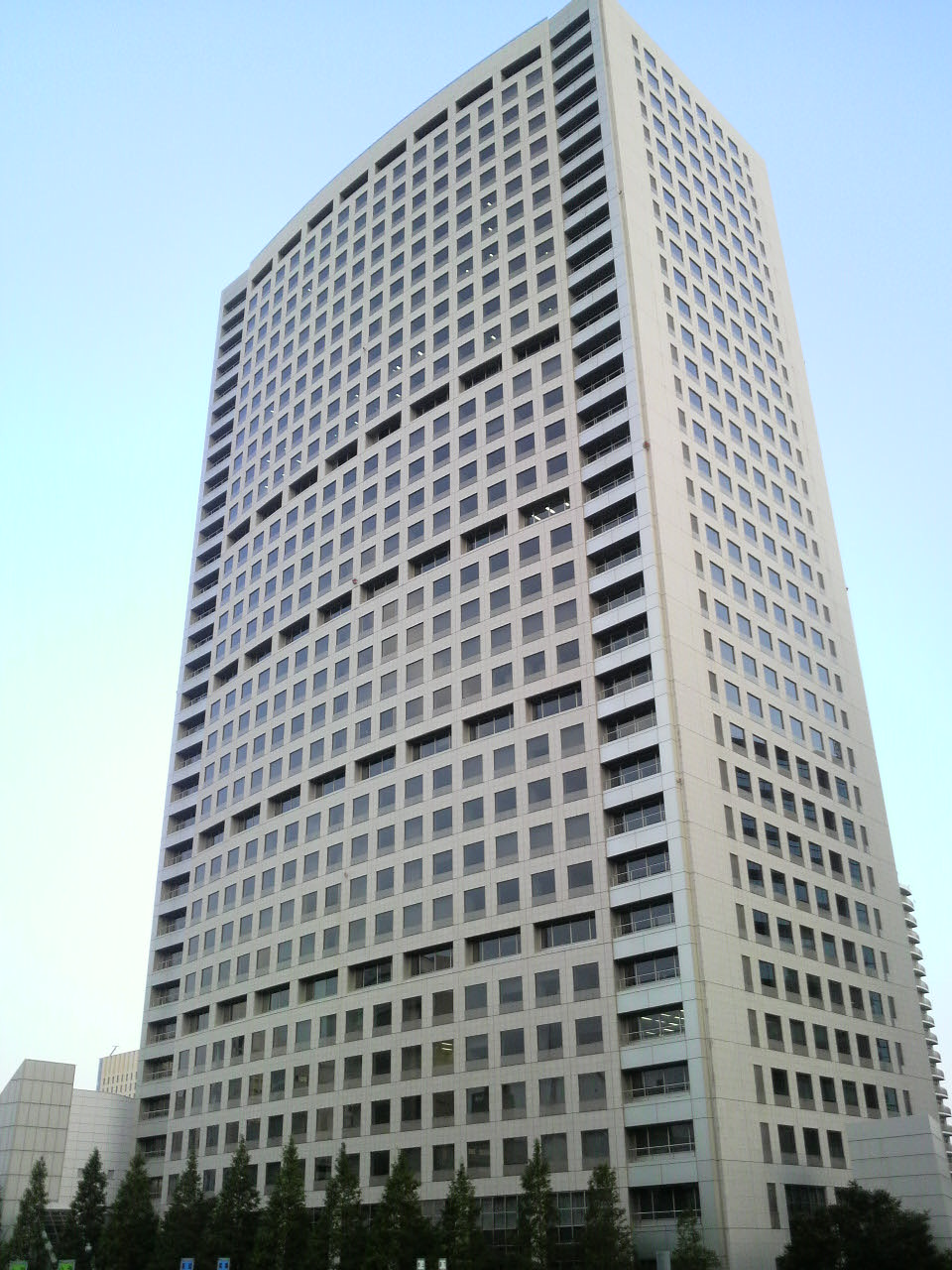
NTT都市開發

- 芝稅務署
- 港區立三田図書館
- 森永製菓本社
- 日本電氣本社
- NTT都市開發

## 交通
JR山手線、京濱東北線的「田町車站」和地下鐵三田線、淺草線的「三田車站」、都營巴士等。

## 脚注
1. 1 2 3 4 5 6 7  『角川日本地名大辞典 13 東京都』角川書店、1991年再版、P468

## 關連項目
- JULIANA東京
- 田町車輛中心